# Apidae

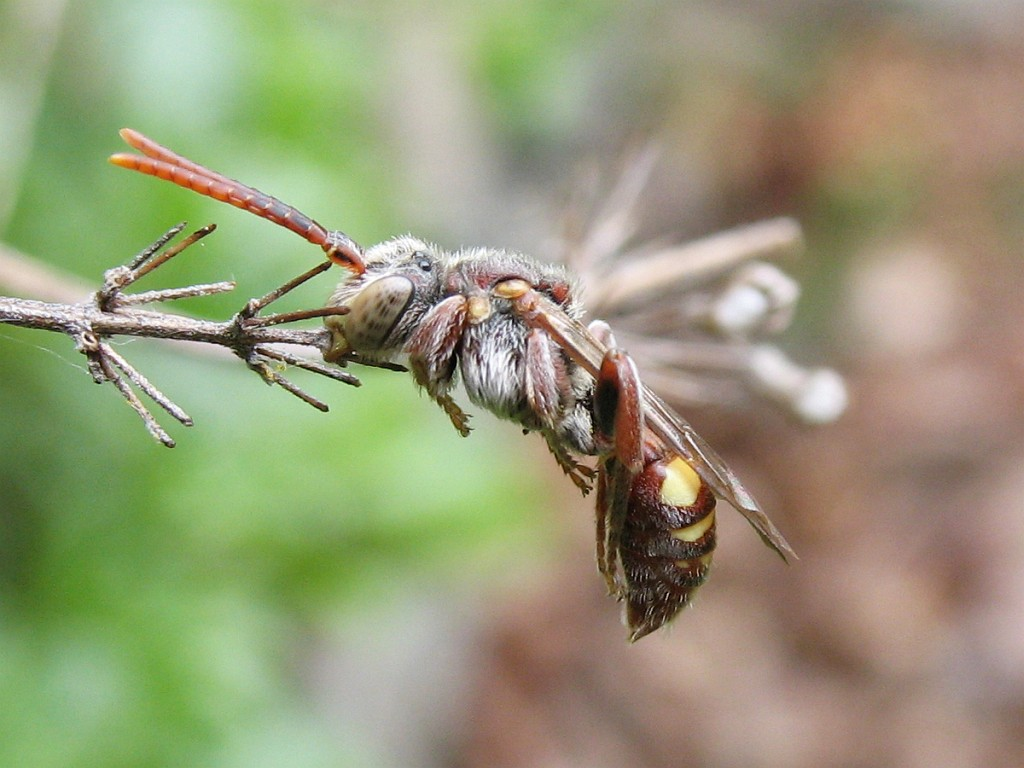
Abeja parásita, Nomada sp.

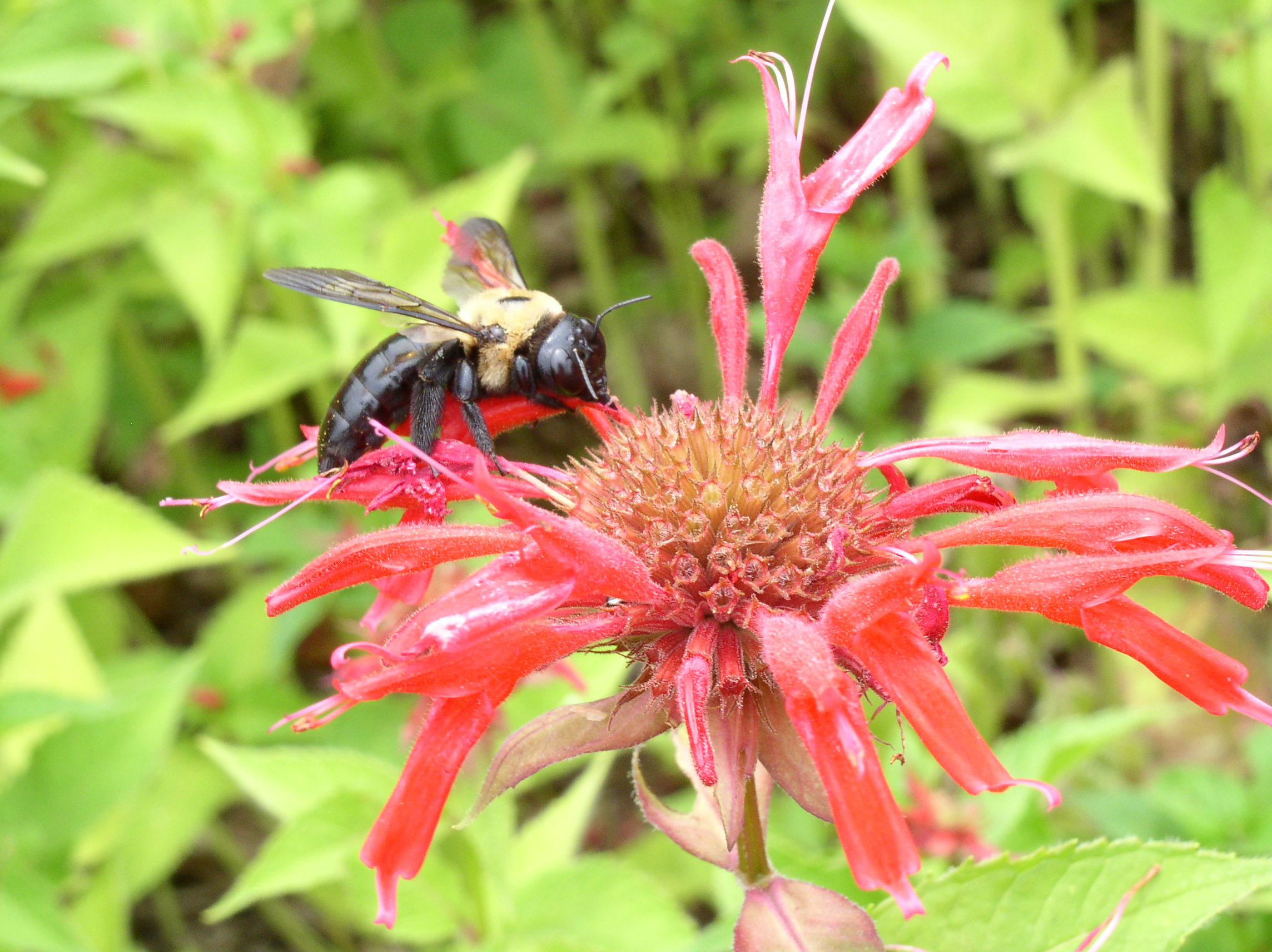
Abejorro carpintero, Xylocopa virginica.

Los ápidos (Apidae) son una familia de himenópteros apócritos; constituyen un numeroso grupo de abejas que incluye a la abeja melífera o doméstica (la más conocida), a las abejas sin aguijón, las abejas de las orquídeas, las abejas parásitas, los abejorros y abejorros carpinteros, además de otros grupos menos conocidos.

## Biología
Muchas son abejas sociales, especialmente las de la subfamilia Apinae, pero otras son abejas solitarias y algunas son parásitas, es decir que ponen sus huevos en los nidos de otras abejas. El comportamiento social parece haber evolucionado independientemente en más de un grupo. En las sociedades de abejas hay distintas castas, con una reina (o reinas) que se dedica a la reproducción y numerosas obreras no reproductivas, que hacen todas las tareas de mantenimiento del nido. Además están los machos o zánganos.
Hay ejemplos de distintos grados de socialidad en diferentes especies. Apis mellifera es un ejemplo de eusocialidad es decir del grado más avanzado de socialidad con colonias permanentes. Otras, como los abejorros, presentan un grado de socialidad menos complejo con una reina iniciando anualmente una colonia nueva.
Todas las especies no parásitas y en especial las eusociales son excelentes polinizadores porque visitan numerosas flores cuando colectan néctar y polen.

## Taxonomía
La taxonomía ha sido modificada y aún no hay acuerdo completo en la clasificación. Anteriormente solo las abejas relacionadas con la abeja melífera, los abejorros y las abejas de las orquídeas eran considerados miembros de esta familia pero ahora también se incluyen todas las abejas que antes se ubicaban en la familia Anthoporidae (tribu Anthophorini), las abejas parásitas, los abejorros carpinteros y otras. Se calcula que hay más de 5.750 en más de 200 géneros en el mundo.

### Subfamilias

#### Apinae
La subfamilia Apinae incluye abejas melíferas, abejorros, abejas sin aguijón, abejas de las orquídeas, Anthophorini, y otras más. Contiene veinte tribus. La mayoría de las especies son solitarias y construyen simples  nidos bajo tierra. Las abejas melíferas, abejas sin aguijón y los abejorros, en cambio, son eusociales o coloniales. Se cree que la eusocialidad evolucionó independientemente más de una vez. Estos grupos difieren en características tales como su forma de comunicación entre obreras y de construcción del nido.
Mundialmente hay más de 3,500 especies en alrededor de 160 géneros en 20 tribus.
Tribus:
- Ancylaini
- Anthophorini
- Apini
- Bombini
- Centridini

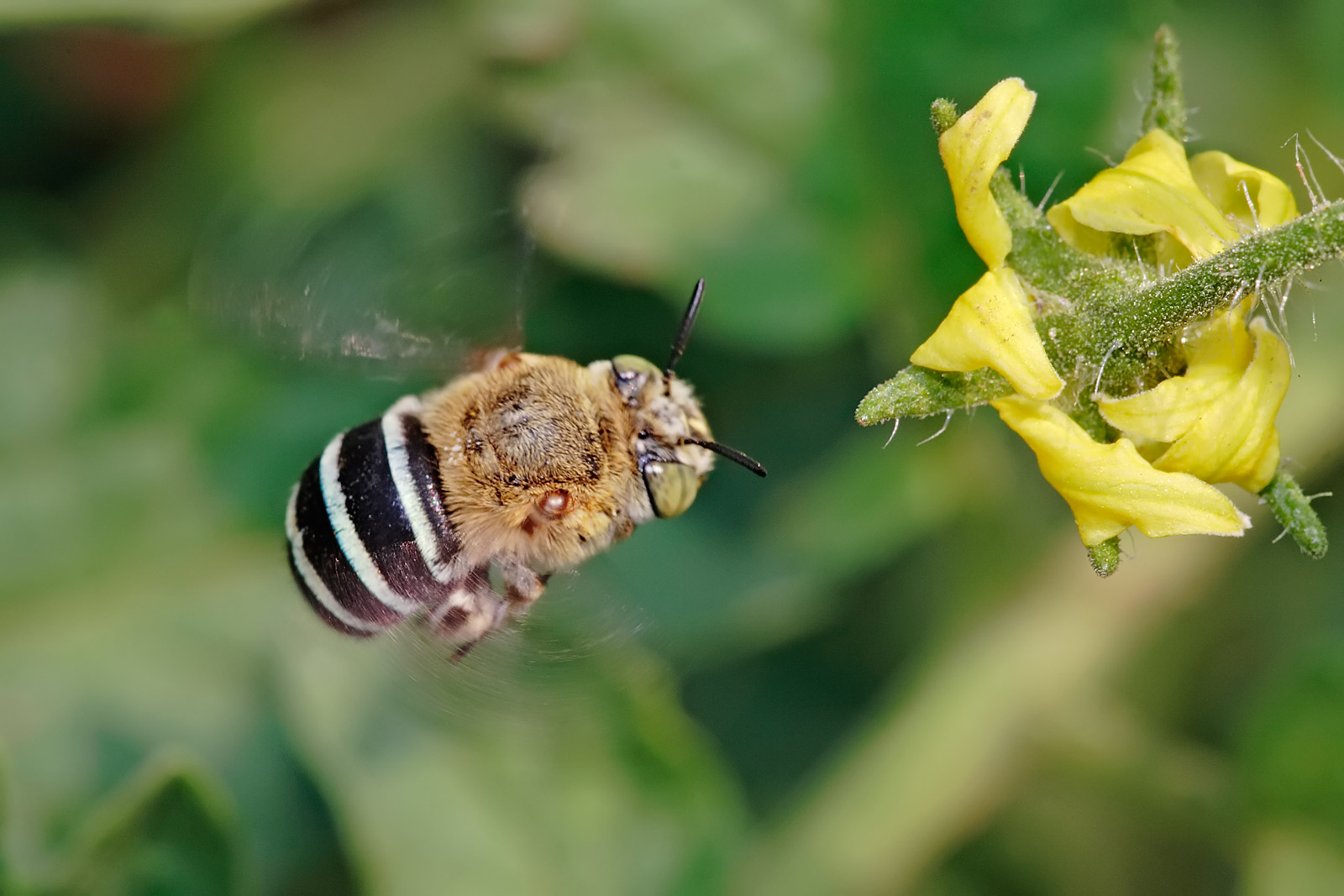
Amegilla cingulata— una abeja australiana de Anthophorini, subfamilia Apinae, aproximándose a una flor de tomate.

- Emphorini—(Subtribu Ancyloscelidina; Subtribu Emphorina)
- Ericrocidini
- Eucerini
- Euglossini
- Exomalopsini
- Isepeolini
- Melectini
- Meliponini
- Osirini
- Protepeolini

#### Nomadinae
La subfamilia Nomadinae, o abejas cuco tiene 32 géneros en 10 tribus. Son todos cleptoparásitos de los nidos de otras abejas.
Tribus:
- Ammobatini
- Ammobatoidini
- Biastini
- Brachynomadini
- Caenoprosopidini

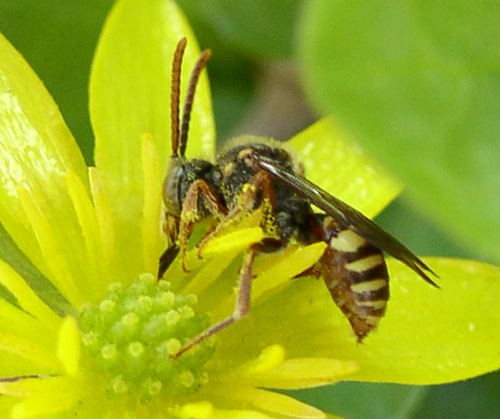
Subfamilia Nomadinae, abeja cuco en una flor.

- Epeolini—(Subtribu Epeolina; Subtribu Odyneropsina; Subtribu Thalestriina)
- Hexepeolini
- Neolarrini
- Nomadini (ver: Nomada)
- Townsendiellini

#### Xylocopinae

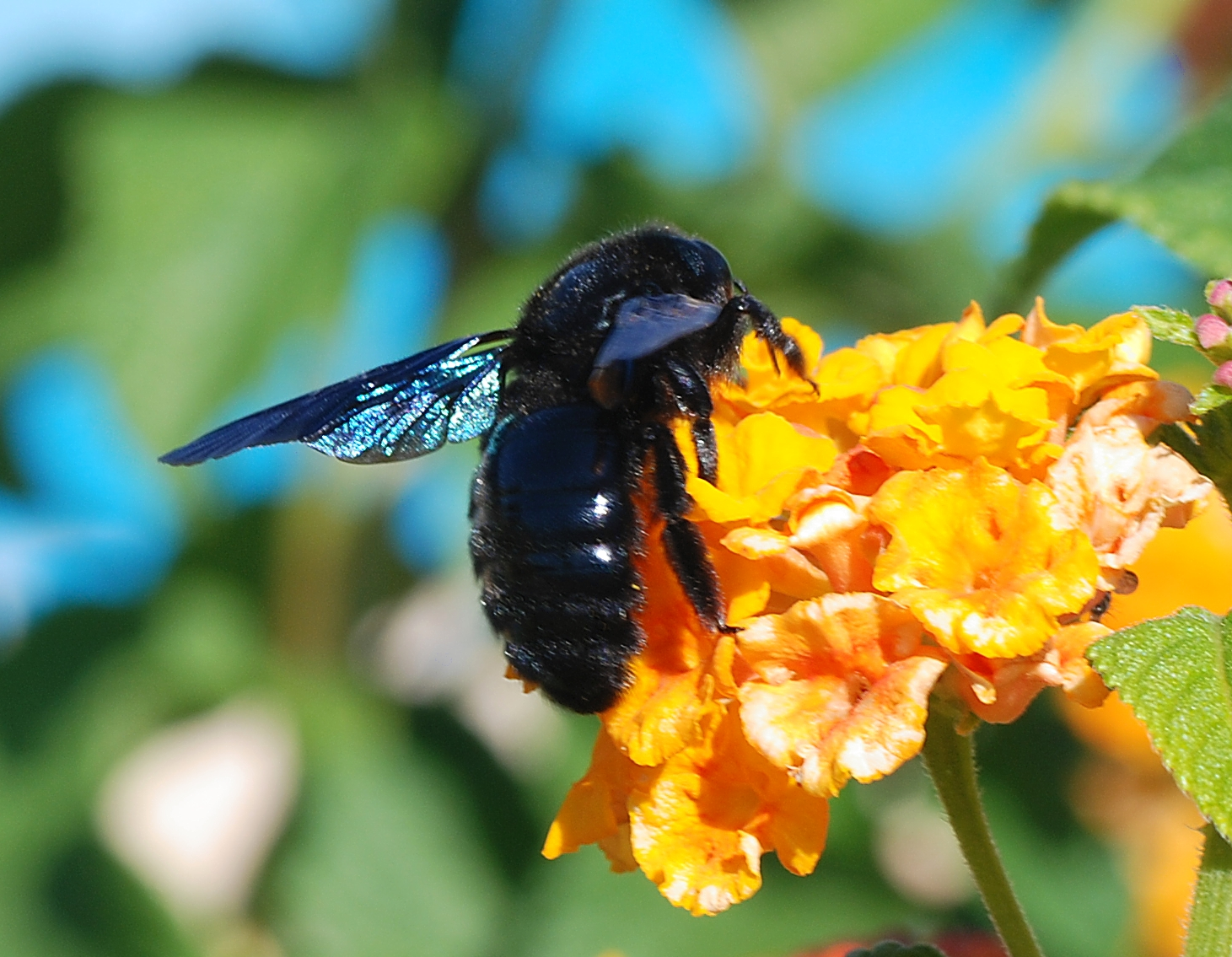
Xylocopa violacea— Xylocopinae, abejorro carpintero en una flor.

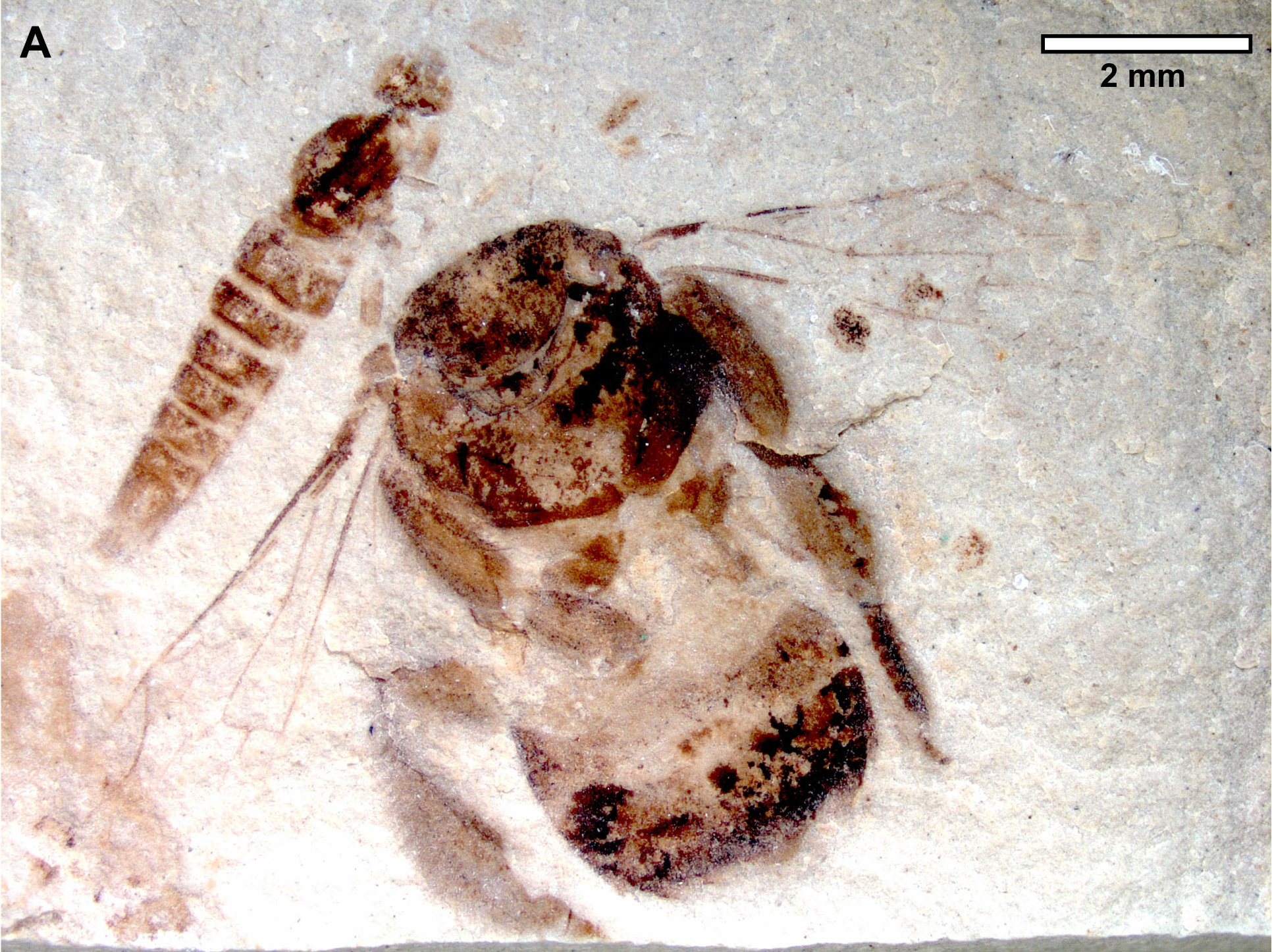
Euglossopteryx biesmeijeri

La subfamilia Xylocopinae incluye a los abejorros carpinteros. Son generalmente solitarios, aunque tienden a construir sus nidos en la proximidad de otros (gregarios). Algunos subgrupos como Allodapini incluyen algunas especies eusociales. La mayoría construyen nidos en tallos de plantas o en madera. Hay 16 géneros en cuatro tribus y una tribu fósil.
Tribus:
- Allodapini
- Boreallodapini †
- Ceratinini (ver: Ceratina)
- Manueliini
- Xylocopini

## Evolución
Los fósiles más antiguos de esta familia datan del Cretácico temprano. El ejemplar más antiguo es Cretotrigona prisca del Cretácico de Nueva Jersey. Se piensa que la diversidad de Apidae y otras familias de abejas aumentó significativamente con el aumento de la diversidad de angiospermas que tuvo lugar en el Cretácico. Algunos fósiles más recientes son Protohabropoda pauli del Oligoceno tardío de Europa, el abejorro Bombus cerdanyensis del Mioceno tardío, Apis nearctica del Mioceno medio de Norteamérica y Euglossopteryx (con una sola especie E. biesmeijeri) del Eoceno medio.

## Galería

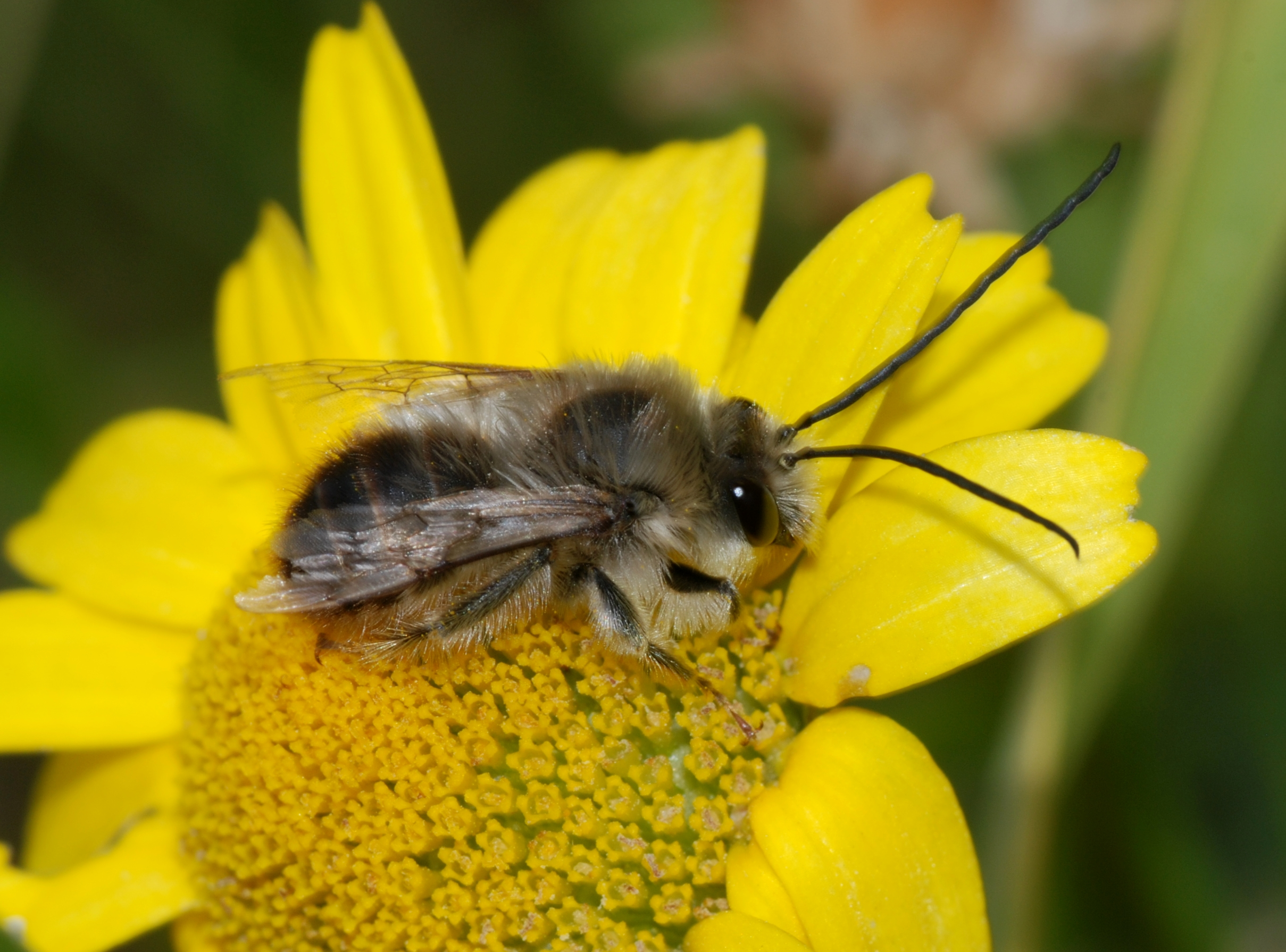
Eucera longicornis
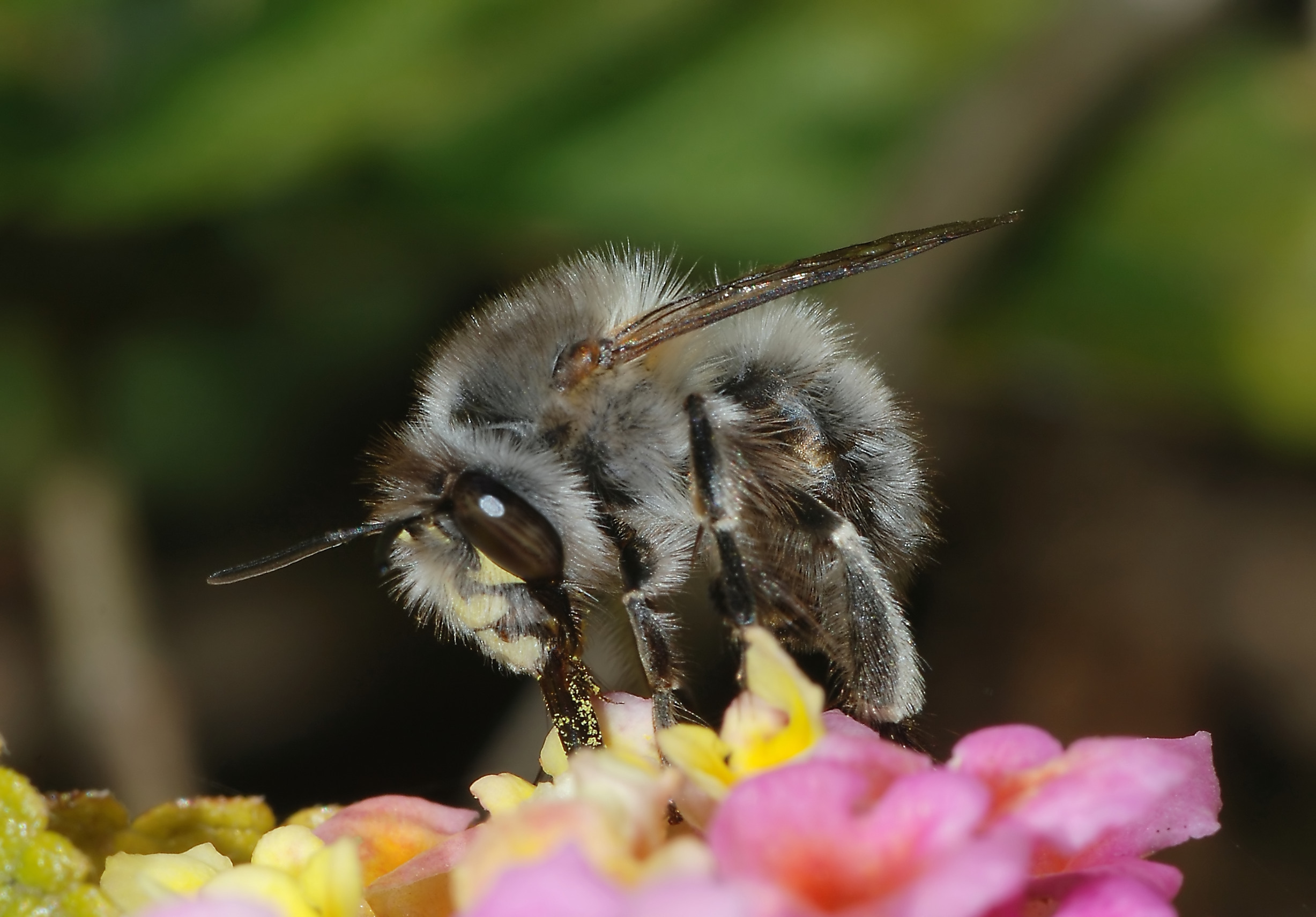
Anthophora sp.
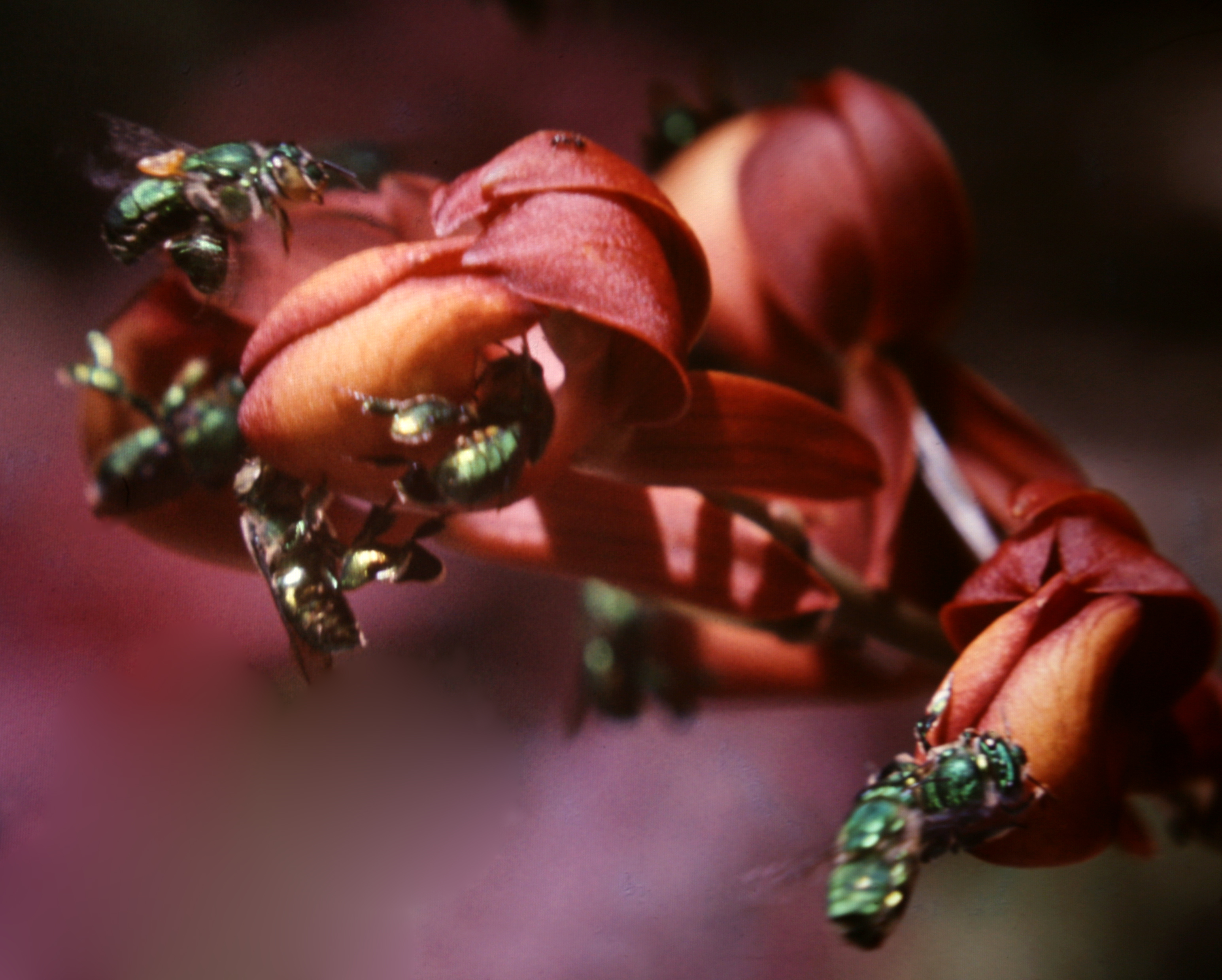
Mormodes buccinator. Euglossini
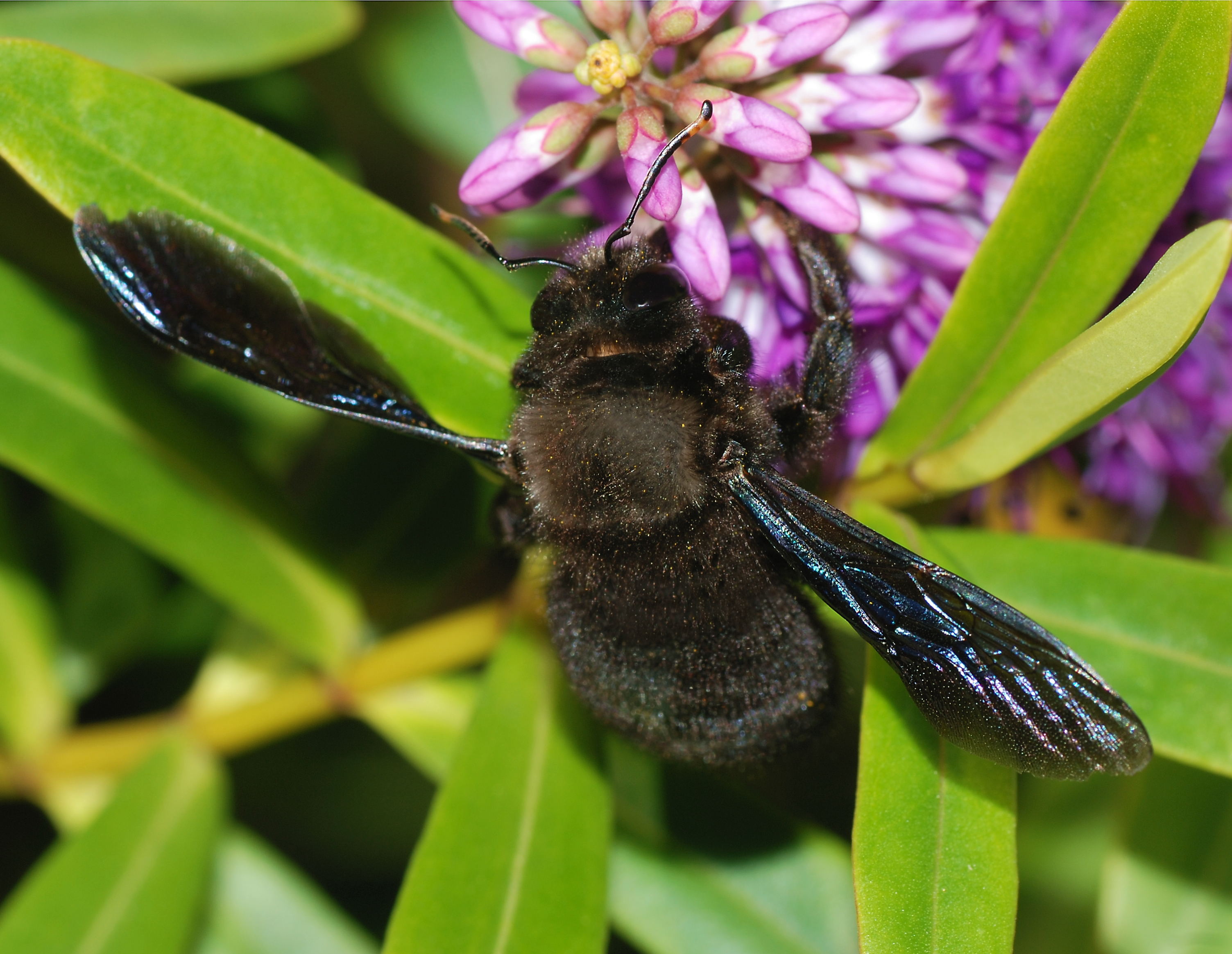
Xylocopa. Abejorro carpintero
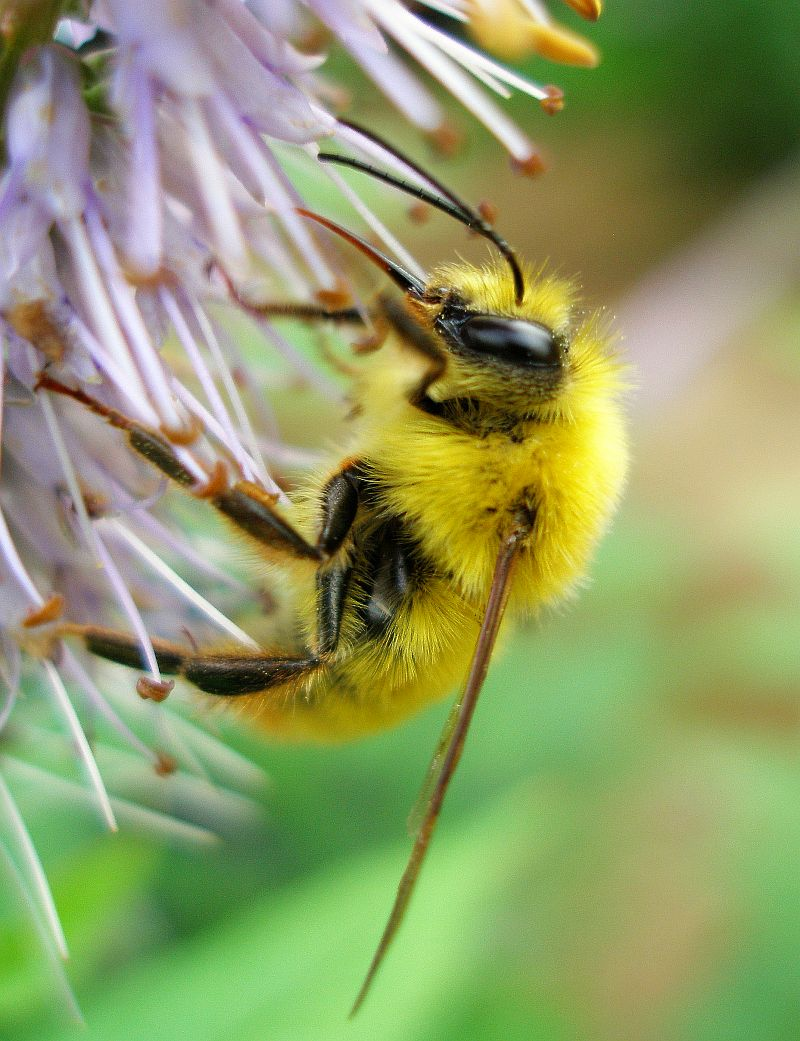
Bombus sp. Abejorro
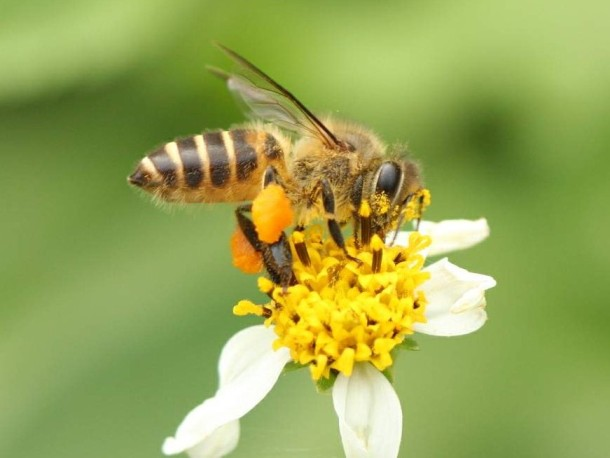
Apis cerana
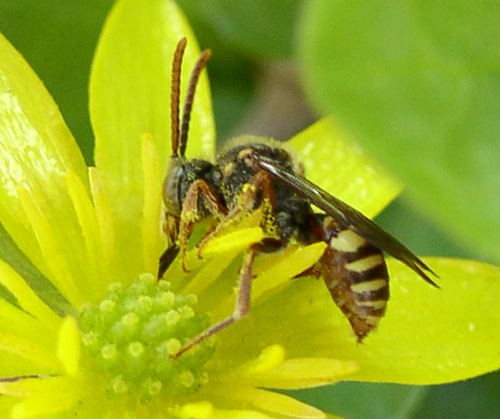
Subfamilia Nomadinae, abeja cuco